# Gargela apicalis
Gargela apicalis là một loài bướm đêm trong họ Crambidae.